# توماس تی. گلدسمیت جونیور
توماس تی. گلدسمیت جونیور (انگلیسی: Thomas T. Goldsmith, Jr.؛ زاده ۹ ژانویهٔ ۱۹۱۰ درگذشته ۵ مارس ۲۰۰۹) یک دانشمند اهل ایالات متحده آمریکا بود. او مبدع به‌کارگیری لامپ پرتوی کاتدی در بازی آرکید بود و به عنوان مخترع اولین بازی ویدئویی شناخته می‌شود.